# Леонтьев, Константин Михайлович (Георгиевский кавалер)
Константин Михайлович Леонтьев (? — ?) — офицер-черноморец Российского императорского флота, капитан 2-го ранга.

## Биография
В 1820 году был произведен в гардемарины . В составе флота крейсировал в Чёрном и Азовском морях.
С отличием участвовал в Русско-турецкой войне 1828—1829 г..
В 1828 г. на линейном корабле «Пантелеймон» в составе эскадры вице-адмирала А. С. Грейга был участником взятия крепостей Анапы, затем — блокады и взятия Варны. За храбрость был награждён орденом святой Анны 4-й степени и святой Анны 3-й степени с бантом.
В 1829 году он был произведен в лейтенанты и на том же корабле «Пантелеймон» неоднократно выходил в крейсерство в составе эскадр и отрядов к проливу Босфор. Участник взятия портов Румелии, городов Месемврии (ныне Несебыр), Ахиолло (ныне Поморие), Инады и Мидии.
В 1846 году капитан-лейтенант К. М. Леонтьев стал кавалером ордена Святого Георгия IV степени (12 января 1846, № 7509).
Затем до 1847 г. плавал на разных военных кораблях, после чего, с чином капитана 2-го ранга вышел в отставку.